# Скотт Вілсон (бодібілдер)
Скотт Вілсон (англ. Scott Wilson; 6 серпня 1950, Сан-Дієго, Каліфорнія, США) — колишній професійний американський бодібілдер, учасник конкурсу Містер Олімпія, багато хто називає його найкращим бодібілдером 1970-х — 1980-х.

## Біографія

### Ранні роки
Скотт Вілсон народився 6 серпня 1950 року в Сан-Дієго, Каліфорнія, в сім'ї Майкла і Гвен Вілсон. Виріс в Лейксайд, штат Каліфорнія, де і почав займатися силовими вправами. Також грав в футбол і займався реслінгом. Після закінчення школи вступив до лав морської піхоти США. На початку 1970-х взяв участь в конкурсі Містер Сан-Дієго і виграв його. Після першого вдалого виступу взяв участь у конкурсі Містер Каліфорнія і теж виграв. Після цього почався його шлях в професійний бодібілдинг.

### Кар'єра бодібілдра
Після перемоги в конкурсі Містер Каліфорнія Скотт став професіоналом і в 1976 році виграв конкурс Містер Америка. З цього моменту Скотт змагався з найкращими культуристами. У 1981 році Скотт виграв конкурс Містер Інтернешнл а в 1983 — Гран Прі Портленд. Серйозну конкуренція Вілсону складали Альберт Беклес, Джоні Фуллер, Тоні Пірсон і Дейв Джонс. В останні роки своєї кар'єри бодібілдера Скотт Вілсон брав участь в конкурсі Майстри Олімпії аж до 2001 року (завершив кар'єру).

## Антропометричні дані
- Зріст 178 см
- Біцепс 51 см
- Змагальна вага 96 кг
- Вага в міжсезоння 110 кг

## Виступи
- Майстер Олімпія — 10 місце (1999), 11 місце (1994)
- Гран Прі США — 4 (1998)
- Ніагара Фаллз Про — 8 місце (1988)
- Чемпіонат світу Про — 5 місце (1983), 6 місце (1988), 9 місце (1984), 12 місце (1986)
- Ніч Чемпіонів — 14 місце (1985), 24 місце (1987)
- Лос-Анджелес Про — 10 місце (1986)
- Гран Прі Канада — 6 місце (1984), 7 місце (1981)
- Гран Прі Денвер — 6 місце (1983)
- Гран Прі Портленд — 1 місце (1983)
- Містер Інтернешнл 1981